# Oscar du meilleur réalisateur

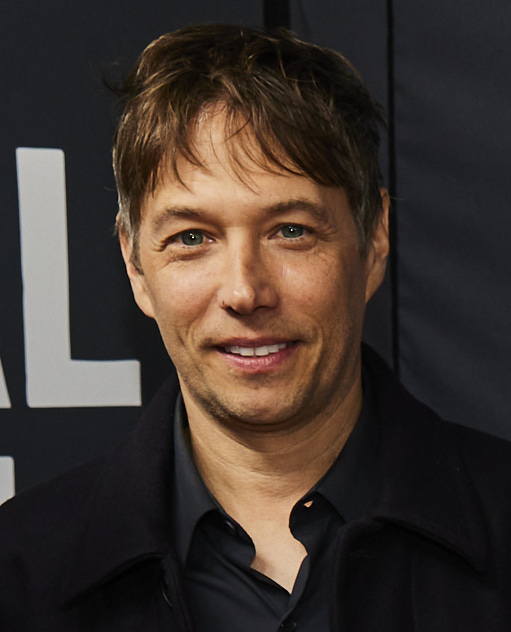
Sean Baker reçoit l'Oscar du meilleur réalisateur pour son film Anora en 2025.

L’Oscar du meilleur réalisateur (Academy Award for Best Director) est une récompense cinématographique américaine décernée chaque année, depuis 1929 par l'Academy of Motion Picture Arts and Sciences (AMPAS), laquelle décerne également tous les autres Oscars.
Exception faite de la 1re cérémonie des Oscars, qui fut la seule fois dans l'histoire des Oscars où deux réalisateurs furent récompensés pour deux films différents, une comédie et un film dramatique, ce prix récompense un unique travail de réalisation cinématographique, jugé comme étant le meilleur de l'année écoulée par l'Académie hollywoodienne. Il couronne donc le metteur en scène d'un long métrage, sans distinction au niveau du genre (drame, comédie, film de guerre, etc.). Le lauréat est choisi parmi cinq personnalités nommés au préalable. Si la réalisation d'un film est collective, tous les réalisateurs crédités sont nommés et récompensés ensemble. Ce fut le cas de Jerome Robbins et Robert Wise, les deux metteurs en scène de West Side Story, conjointement primés en 1962, des frères cinéastes Joel et Ethan Coen, nommés en 1997 et 2011 et couronnés en 2008 pour No Country for Old Men ou encore du tandem Les Daniels, distingués en 2023 pour Everything Everywhere All at Once.

## Historique
De tous les Oscars de la meilleure réalisation (96 en 2024), 27 ne furent pas décernés conjointement à l'Oscar du meilleur film. Seules cinq œuvres ont été récompensées par l'Oscar du meilleur film sans que leurs réalisateurs ne fussent nommés pour leur mise en scène : Les Ailes en 1929, Grand Hotel en 1932, Miss Daisy et son chauffeur en 1990, Argo en 2013 et Green Book en 2019. À l'inverse, il faut remonter à l'origine de la manifestation pour trouver des cinéastes récompensés pour leur réalisation sans que leur film ait concouru au titre de « meilleur film » comme Lewis Milestone en 1929 pour Two Arabian Knights et Frank Lloyd en 1930 pour The Divine Lady.
John Ford est le réalisateur le plus récompensé dans cette catégorie avec quatre trophées gagnés.
 Il est suivi de Frank Capra et William Wyler avec trois statuettes chacun. Wyler obtient également le record de nominations pour cette distinction (douze au total).
 18 réalisateurs ont remporté ce prix à deux reprises :
- Frank Borzage (1929, 1932) ;
- Lewis Milestone (1929, 1930) ;
- Frank Lloyd (1930, 1934) ;
- Leo McCarey (1938, 1945) ;
- Billy Wilder (1946, 1961) ;
- Elia Kazan (1948, 1955) ;
- Joseph L. Mankiewicz (1950, 1951) ;
- George Stevens (1952, 1957) ;
- Fred Zinnemann (1954, 1967) ;
- David Lean (1958, 1963) ;
- Robert Wise (1962, 1966) ;
- Miloš Forman (1976, 1985) ;
- Oliver Stone (1987, 1990) ;
- Clint Eastwood (1993, 2005) ;
- Steven Spielberg (1994, 1999) ;
- Ang Lee (2006, 2013) ;
- Alejandro González Iñárritu (2015, 2016) ;
- Alfonso Cuarón (2014, 2019).

Seuls trois réalisateurs ont remporté la statuette deux années consécutives : John Ford en 1941 pour Les Raisins de la colère et en 1942 pour Qu'elle était verte ma vallée, Joseph L. Mankiewicz en 1950 pour Chaînes conjugales et en 1951 pour Ève et Alejandro González Iñárritu en 2015 pour Birdman et en  2016 pour The Revenant.
Kathryn Bigelow est la première femme à avoir remporté cette récompense, pour le film Démineurs en 2010. Jusque-là seules trois femmes avaient été nommées dans cette catégorie : Jane Campion en 1994, Sofia Coppola en 2004 et Lina Wertmüller, la première, en 1977. Depuis, Greta Gerwig a été nommée en 2018, Chloé Zhao devient la deuxième réalisatrice récompensée dans cette catégorie en 2021, puis Jane Campion la troisième en 2022.
John Singleton est le premier réalisateur afro-américain nommé dans cette catégorie en 1992 pour Boyz N the Hood. Aucun n'a à ce jour remporté la statuette. Il reste également le plus jeune nommé, puisqu'il avait vingt-quatre ans lors de la cérémonie en question.
Frank Lloyd est le seul réalisateur à avoir été nommé pour trois films lors de la même cérémonie : en avril 1930 pour Le Torrent fatal, Drag et The Divine Lady (il remporta l'Oscar pour ce dernier).
Deux cinéastes ont été nommés deux fois, pour la mise en scène de deux longs métrages différents, lors de la même cérémonie : Michael Curtiz en 1939 pour Les Anges aux figures sales et Rêves de jeunesse, et Steven Soderbergh en 2001 pour Erin Brockovich, seule contre tous et Traffic (il remporta l'Oscar pour ce dernier).
Cinq cinéastes ont remporté la statuette pour leur première réalisation : Delbert Mann en 1956, Robert Redford en 1981, James L. Brooks en 1984, Kevin Costner en 1991 et Sam Mendes en 2000. Damien Chazelle est la plus jeune personnalité à recevoir ce prix, à 32 ans en 2017.
Les cinéastes américains à avoir décroché l'Oscar sont très largement majoritaires. Neuf Britanniques (David Lean, Tony Richardson, Carol Reed, John Schlesinger, Richard Attenborough, Anthony Minghella, Sam Mendes, Danny Boyle et Tom Hooper), un Canadien (James Cameron) et un Néo-Zélandais (Peter Jackson) ont obtenu la statuette. Par ailleurs, David Lean, Ang Lee, Alejandro González Iñárritu et Alfonso Cuarón sont les seuls non-Américains à avoir été sacrés deux fois « meilleur réalisateur ».
En dehors du monde anglo-saxon, on note qu'un Tchécoslovaque (Miloš Forman, pour son premier Oscar), un Italien (Bernardo Bertolucci), un Polonais (Roman Polanski, également de nationalité française), un Taïwanais (Ang Lee), un Français (Michel Hazanavicius), trois Mexicains (Alfonso Cuarón, Alejandro González Iñárritu, Guillermo del Toro) et un Sud-Coréen (Bong Joon-ho) ont été récompensés dans cette catégorie. Néanmoins, Lewis Milestone était russe, William Wyler suisse, Frank Capra italien, Elia Kazan grec, Mike Nichols allemand et Fred Zinneman et Billy Wilder autrichiens avant d'être naturalisés américains, mais tous reçurent leurs trophées sous bannière américaine.
En 2019, Alfonso Cuarón devient le premier réalisateur couronné dans cette catégorie pour une œuvre non anglophone avec Roma (intégralement tourné au Mexique en langue espagnole). Il est suivi en 2020 par Bong Joon-ho avec Parasite (tourné en coréen). Auparavant, avec les échecs répétés dans cette catégorie de Federico Fellini, Ingmar Bergman, François Truffaut et Akira Kurosawa, toutes les mises en scène distinguées, en dehors des œuvres du cinéma muet, l'étaient pour des longs métrages tournés intégralement ou très majoritairement en langue anglaise (l'anglais est par exemple largement dominant dans Traffic de Soderbergh bien que plusieurs séquences aient été tournées en espagnol). À noter qu'en 2007, Clint Eastwood avait raté un troisième Oscar du meilleur réalisateur pour Lettres d'Iwo Jima, film de guerre intégralement joué en langue japonaise.
Sept personnalités ont été nommées à la fois en tant que meilleur acteur et meilleur réalisateur pour un même film mais aucun n'a réussi le doublé. Parmi les réalisateurs-acteurs primés pour leur mise en scène et non pour leur interprétation, on compte : Woody Allen (Annie Hall), Warren Beatty (Reds), Kevin Costner (Danse avec les loups), Clint Eastwood (Impitoyable et Million Dollar Baby), et Mel Gibson (Braveheart). Laurence Olivier (Hamlet) et Roberto Benigni (La vie est belle) ont, quant à eux, été couronnés en tant qu'acteurs et non en tant que metteurs en scène.
Bien que les Oscars soient considérés comme les prix cinématographiques les plus prestigieux, censés honorer les meilleurs cinéastes internationaux, on remarque que pléthore de réalisateurs célébrés par la profession, la critique et le public ou des figures incontournables de l'histoire du cinéma n'ont jamais obtenu la récompense. Ils ont, pour la plupart, été nommés à plusieurs reprises. Parmi eux, on compte notamment :
- Darren Aronofsky

- Pedro Almodóvar
- Robert Altman
- Paul Thomas Anderson
- Michelangelo Antonioni
- Ingmar Bergman
- John Boorman
- Robert Bresson
- Luis Buñuel
- Tim Burton
- John Carpenter
- John Cassavetes
- Charles Chaplin
- Wes Craven
- Cecil B. DeMille
- Brian De Palma
- Jules Dassin
- André de Toth
- Stanley Donen
- Carl Theodor Dreyer
- Sergueï Eisenstein
- Federico Fellini
- David Fincher
- Richard Fleischer
- Terry Gilliam
- Jean-Luc Godard
- Henry Hathaway
- Howard Hawks
- Alfred Hitchcock
- Buster Keaton
- Stanley Kubrick
- Akira Kurosawa
- Fritz Lang
- Sergio Leone
- Joseph Losey
- Ernst Lubitsch
- George Lucas
- Sidney Lumet
- David Lynch
- Anthony Mann
- Michael Mann
- Terrence Malick
- Kenji Mizoguchi
- Friedrich Wilhelm Murnau
- Max Ophüls
- Yasujiro Ozu
- Alan Parker
- Sam Peckinpah
- Arthur Penn
- Michael Powell
- Otto Preminger
- Satyajit Ray
- Jean Renoir
- Alain Resnais
- George A. Romero
- Roberto Rossellini
- Ridley Scott
- Don Siegel
- Robert Siodmak
- Douglas Sirk
- Victor Sjöström
- Josef von Sternberg
- Erich von Stroheim
- Preston Sturges
- Quentin Tarantino
- Andreï Tarkovski
- François Truffaut
- King Vidor
- Luchino Visconti
- Raoul Walsh
- Peter Weir
- William A. Wellman
- Orson Welles.

La plus grosse polémique a concerné l'omission dans les palmarès de Martin Scorsese, metteur en scène américain majeur, qui a dû attendre sa sixième nomination en 2007 pour être enfin récompensé grâce aux Infiltrés.
Neuf femmes ont pu avoir la chance de concourir pour l'oscar de la meilleure réalisation :
- Lina Wertmüller, première femme et réalisatrice italienne, nommée en 1977 ;
- Jane Campion, première réalisatrice néo-zélandaise nommée en 1994 et 2022 ;
- Sofia Coppola, première réalisatrice américaine nommée pour le prix, en 2004 ;
- Kathryn Bigelow, en 2010 ;
- Greta Gerwig, en 2018 ;
- Emerald Fennell, première réalisatrice britannique nommée pour le prix, en 2020 ;
- Chloé Zhao, première réalisatrice chinoise nommée pour le prix, en 2021 ;
- Justine Triet, première réalisatrice française nommée pour le prix, en 2024 ;
- Coralie Fargeat, seconde réalisatrice française nommée pour le prix, en 2025.

Et seulement trois femmes ont pu décrocher la statuette :
- Kathryn Bigelow, en 2010 ;
- Chloé Zhao, en 2021 ;
- Jane Campion, en 2022.

En 2022, Jane Campion devient la première femme à avoir réussi à être nommée à deux reprises pour ce prix.
En 2022, c'est la première fois qu'un réalisateur se retrouve nommé à l'Oscar de la meilleure réalisation pour l'adaptation d'une même œuvre. En effet, les deux versions cinématographiques de la comédie musicale West Side Story ont pu glaner une nomination à ce prix (soit 1962 et 2022). Si Robert Wise et Jérome Robbins ont remporté la récompense pour la première version en 1962, Steven Spielberg, lui, n'a pas eu cette chance.

## Palmarès
Note : L'année indiquée est celle de la cérémonie, récompensant les films sortis au cours de l'année précédente. Les lauréats sont indiquées en tête de chaque catégorie et en caractères gras.

### Années 1920-1930
- 1929 :
  - Drame : Frank Borzage pour L'Heure suprême (Seventh Heaven)
    - Herbert Brenon pour Sorrell and Son
    - King Vidor pour La Foule (The Crowd)

  - Comédie : Lewis Milestone pour Two Arabian Knights
    - Ted Wilde pour En vitesse (Speedy)

  - Oscar d'honneur à Charlie Chaplin en tant qu'acteur, scénariste, réalisateur et producteur dans Le Cirque (The Circus)
- 1930 (avril) : Frank Lloyd pour La Divine Lady (The Divine Lady)
  - Frank Lloyd pour Le Torrent fatal (Weary River) et pour Drag
  - Irving Cummings pour In Old Arizona
  - Lionel Barrymore pour Madame X
  - Harry Beaumont pour Broadway Melody (The Broadway Melody)
  - Ernst Lubitsch pour Le Patriote (The Patriot)
- 1930 (novembre) : Lewis Milestone pour À l'ouest, rien de nouveau (All Quiet on the Western Front)
  - Clarence Brown pour Anna Christie
  - King Vidor pour Hallelujah !
  - Clarence Brown pour Romance
  - Robert Z. Leonard pour La Divorcée (The Divorcee)
  - Ernst Lubitsch pour Parade d'amour (The Love Parade)
- 1931 : Norman Taurog pour Skippy
  - Clarence Brown pour Âmes libres (A Free Soul)
  - Wesley Ruggles pour La Ruée vers l'Ouest (Cimarron)
  - Josef von Sternberg pour Cœurs brûlés (Morocco)
  - Lewis Milestone pour The Front Page
- 1932 : Frank Borzage pour Bad Girl
  - Josef von Sternberg pour Shanghaï Express (Shanghai Express)
  - King Vidor pour Le Champion (The Champ)
- 1934 : Frank Lloyd pour Cavalcade
  - Frank Capra pour Grande Dame d'un jour (Lady for a Day)
  - George Cukor pour Les Quatre Filles du docteur March (Little Women)
- 1935 : Frank Capra pour New York-Miami (It Happened One Night)
  - Victor Schertzinger pour Une nuit d'amour (One Night of Love)
  - W. S. Van Dyke pour L'Introuvable (The Thin Man)
- 1936 : John Ford pour Le Mouchard (The Informer)
  - Michael Curtiz pour Capitaine Blood (Captain Blood)
  - Frank Lloyd pour Les Révoltés du Bounty (Mutiny on the Bounty)
  - Henry Hathaway pour Les Trois Lanciers du Bengale (The Lives of a Bengal Lancer)
- 1937 : Frank Capra pour L'Extravagant Mr. Deeds (Mr. Deeds Goes to Town)
  - William Wyler pour Jeunesse perdue (Dodsworth)
  - Gregory La Cava pour Mon homme Godfrey (My Man Godfrey)
  - W. S. Van Dyke pour San Francisco
  - Robert Z. Leonard pour Le Grand Ziegfeld (The Great Ziegfeld)
- 1938 : Leo McCarey pour Cette sacrée vérité (The Awful Truth)
  - William A. Wellman pour Une étoile est née (A Star Is Born)
  - Gregory La Cava pour Pension d'artistes (Stage Door)
  - Sidney Franklin pour Visages d'Orient (The Good Earth)
  - William Dieterle pour La Vie d'Émile Zola (The Life of Emile Zola)
- 1939 : Frank Capra pour Vous ne l'emporterez pas avec vous (You Can't Take It with You)
  - Michael Curtiz pour Les Anges aux figures sales (Angels with Dirty Faces)
  - Norman Taurog pour Des hommes sont nés (Boys Town)
  - Michael Curtiz pour Rêves de jeunesse (Four Daughters)
  - King Vidor pour La Citadelle (The Citadel)

### Années 1940
- 1940 : Victor Fleming pour Autant en emporte le vent (Gone with the Wind)
  - Sam Wood pour Au revoir Mr. Chips (Goodbye, Mr. Chips)
  - Frank Capra pour Monsieur Smith au Sénat (Mr. Smith Goes to Washington)
  - John Ford pour La Chevauchée fantastique (Stagecoach)
  - William Wyler pour Les Hauts de Hurlevent (Wuthering Heights)
- 1941 : John Ford pour Les Raisins de la colère (The Grapes of Wrath)
  - Sam Wood pour Kitty Foyle (Kitty Foyle: The Natural History of a Woman)
  - Alfred Hitchcock pour Rebecca
  - William Wyler pour La Lettre (The Letter)
  - George Cukor pour Indiscrétions (The Philadelphia Story)
- 1942 : John Ford pour Qu'elle était verte ma vallée (How Green Was My Valley)
  - Orson Welles pour Citizen Kane
  - Alexander Hall pour Le Défunt récalcitrant (Here Comes Mr. Jordan)
  - Howard Hawks pour Sergent York (Sergeant York)
  - William Wyler pour La Vipère (The Little Foxes)
- 1943 : William Wyler pour Madame Miniver (Mrs. Miniver)
  - Sam Wood pour Crimes sans châtiment (Kings Row)
  - Mervyn LeRoy pour Prisonniers du passé (Random Harvest)
  - John Farrow pour La Sentinelle du Pacifique (Wake Island)
  - Michael Curtiz pour La Glorieuse Parade (Yankee Doodle Dandy)
- 1944 : Michael Curtiz pour Casablanca
  - Ernst Lubitsch pour Le ciel peut attendre (Heaven Can Wait)
  - Clarence Brown pour Et la vie continue (The Human Comedy)
  - George Stevens pour 'Plus on est de fous (The More the Merrier)
  - Henry King pour Le Chant de Bernadette (The Song of Bernadette)
- 1945 : Leo McCarey pour La Route semée d'étoiles (Going My Way)
  - Billy Wilder pour Assurance sur la mort (Double Indemnity)
  - Otto Preminger pour Laura
  - Alfred Hitchcock pour Lifeboat
  - Henry King pour Le Président Wilson (Wilson)
- 1946 : Billy Wilder pour Le Poison (The Lost Weekend)
  - Clarence Brown pour Le Grand National (National Velvet)
  - Alfred Hitchcock pour La Maison du docteur Edwardes (Spellbound)
  - Leo McCarey pour Les Cloches de Sainte-Marie (The Bells of St. Mary's)
  - Jean Renoir pour L'Homme du Sud (The Southerner)
- 1947 : William Wyler pour Les Plus Belles Années de notre vie (The Best Years of Our Lives)
  - David Lean pour Brève Rencontre (Brief Encounter)
  - Frank Capra pour La vie est belle (It's a Wonderful Life)
  - Robert Siodmak pour Les Tueurs (The Killers)
  - Clarence Brown pour Jody et le Faon (The Yearling)
- 1948 : Elia Kazan pour Le Mur invisible (Gentleman's Agreement)
  - George Cukor pour Othello (A Double Life)
  - Edward Dmytryk pour Feux croisés (Crossfire)
  - David Lean pour Les Grandes Espérances (Great Expectations)
  - Henry Koster pour Honni soit qui mal y pense (The Bishop's Wife)
- 1949 : John Huston pour Le Trésor de la Sierra Madre (The Treasure of the Sierra Madre)
  - Laurence Olivier pour Hamlet
  - Jean Negulesco pour Johnny Belinda
  - Fred Zinnemann pour Les Anges marqués (The Search)
  - Anatole Litvak pour La Fosse aux serpents (The Snake Pit)

### Années 1950
- 1950 : Joseph L. Mankiewicz pour Chaînes conjugales (A Letter to Three Wives)
  - Robert Rossen pour Les Fous du roi (All the King's Men)
  - William A. Wellman pour Bastogne (Battleground)
  - Carol Reed pour Première Désillusion (The Fallen Idol)
  - William Wyler pour L'Héritière (The Heiress)
- 1951 : Joseph L. Mankiewicz pour Ève (All About Eve)
  - George Cukor pour Comment l'esprit vient aux femmes (Born Yesterday)
  - Billy Wilder pour Boulevard du crépuscule (Sunset Blvd.)
  - John Huston pour Quand la ville dort (The Asphalt Jungle)
  - Carol Reed pour Le Troisième Homme (The Third Man)
- 1952 : George Stevens pour Une place au soleil (A Place in the Sun)
  - Elia Kazan pour Un tramway nommé Désir (A Streetcar Named Desire)
  - Vincente Minnelli pour Un Américain à Paris (An American in Paris)
  - William Wyler pour Histoire de détective (Detective Story)
  - John Huston pour L'Odyssée de l'African Queen (The African Queen)
- 1953 : John Ford pour L'Homme tranquille (The Quiet Man)
  - Joseph L. Mankiewicz pour L'Affaire Cicéron (5 Fingers)
  - Fred Zinnemann pour Le train sifflera trois fois (High Noon)
  - John Huston pour Moulin Rouge
  - Cecil B. DeMille pour Sous le plus grand chapiteau du monde (The Greatest Show on Earth)
- 1954 : Fred Zinnemann pour Tant qu'il y aura des hommes (From Here to Eternity)
  - Charles Walters pour Lili
  - William Wyler pour Vacances romaines (Roman Holiday)
  - George Stevens pour L'Homme des vallées perdues (Shane)
  - Billy Wilder pour Stalag 17
- 1955 : Elia Kazan pour Sur les quais (On the Waterfront)
  - Alfred Hitchcock pour Fenêtre sur cour (Rear Window)
  - Billy Wilder pour Sabrina
  - George Seaton pour Une fille de la province (The Country Girl)
  - William A. Wellman pour Écrit dans le ciel (The High and the Mighty)
- 1956 : Delbert Mann pour Marty
  - John Sturges pour Un homme est passé (Bad Day at Black Rock)
  - Elia Kazan pour À l'est d'Éden (East of Eden)
  - Joshua Logan pour Picnic
  - David Lean pour Vacances à Venise (Summertime)
- 1957 : George Stevens pour Géant (Giant)
  - Michael Anderson pour Le Tour du monde en quatre-vingts jours (Around the World in Eighty Days)
  - William Wyler pour La Loi du Seigneur (Friendly Persuasion)
  - Walter Lang pour Le Roi et moi (The King and I)
  - King Vidor pour Guerre et Paix (War and Peace)
- 1958 : David Lean pour Le Pont de la rivière Kwaï (The Bridge on the River Kwai)
  - Sidney Lumet pour Douze Hommes en colère (12 Angry Men)
  - Mark Robson pour Les Plaisirs de l'enfer (Peyton Place)
  - Joshua Logan pour Sayonara
  - Billy Wilder pour Témoin à charge (Witness for the Prosecution)
- 1959 : Vincente Minnelli pour Gigi
  - Richard Brooks pour La Chatte sur un toit brûlant (Cat on a Hot Tin Roof)
  - Robert Wise pour Je veux vivre ! (I Want to Live!)
  - Stanley Kramer pour La Chaîne (The Defiant Ones)
  - Mark Robson pour L'Auberge du sixième bonheur (The Inn of the Sixth Happiness)

### Années 1960
- 1960 : William Wyler pour Ben-Hur
  - Jack Clayton pour Les Chemins de la haute ville (Room at the Top)
  - Billy Wilder pour Certains l'aiment chaud (Some Like It Hot)
  - George Stevens pour Le Journal d'Anne Frank (The Diary of Anne Frank)
  - Fred Zinnemann pour Au risque de se perdre (The Nun's Story)
- 1961 : Billy Wilder pour La Garçonnière (The Apartment)
  - Jules Dassin pour Jamais le dimanche (Pote tin Kyriaki)
  - Alfred Hitchcock pour Psychose (Psycho)
  - Jack Cardiff pour Amants et Fils (Sons and Lovers)
  - Fred Zinnemann pour Horizons sans frontières (The Sundowners)
- 1962 : Robert Wise et Jerome Robbins pour West Side Story
  - Stanley Kramer pour Jugement à Nuremberg (Judgment at Nuremberg)
  - Federico Fellini pour La dolce vita
  - J. Lee Thompson pour Les Canons de Navarone (The Guns of Navarone)
  - Robert Rossen pour L'Arnaqueur (The Hustler)
- 1963 : David Lean pour Lawrence d'Arabie (Lawrence of Arabia)
  - Frank Perry pour David et Lisa (David and Lisa)
  - Pietro Germi pour Divorce à l'italienne (Divorzio all'italiana)
  - Arthur Penn pour Miracle en Alabama (The Miracle Worker)
  - Robert Mulligan pour Du silence et des ombres (To Kill a Mockingbird)
- 1964 : Tony Richardson pour Tom Jones
  - Federico Fellini pour Huit et demi (Otto e mezzo)
  - Elia Kazan pour America, America
  - Martin Ritt pour Le Plus Sauvage d'entre tous (Hud)
  - Otto Preminger pour Le Cardinal (The Cardinal)
- 1965 : George Cukor pour My Fair Lady
  - Michel Cacoyannis pour Zorba le Grec (Alexis Zorbas)
  - Peter Glenville pour Becket
  - Stanley Kubrick pour Docteur Folamour (Dr. Strangelove or: How I Learned to Stop Worrying and Love the Bomb)
  - Robert Stevenson pour Mary Poppins
- 1966 : Robert Wise pour La Mélodie du bonheur (The Sound of Music)
  - John Schlesinger pour Darling chérie
  - David Lean pour Le Docteur Jivago (Doctor Zhivago)
  - Hiroshi Teshigahara pour La Femme des sables (Suna no onna)
  - William Wyler pour L'Obsédé (The Collector)
- 1967 : Fred Zinnemann pour Un homme pour l'éternité (A Man for All Seasons)
  - Michelangelo Antonioni pour Blow-Up
  - Richard Brooks pour Les Professionnels (The Professionals)
  - Claude Lelouch pour Un homme et une femme
  - Mike Nichols pour Qui a peur de Virginia Woolf ? (Who's Afraid of Virginia Woolf?)
- 1968 : Mike Nichols pour Le Lauréat (The Graduate)
  - Arthur Penn pour Bonnie et Clyde (Bonnie and Clyde)
  - Stanley Kramer pour Devine qui vient dîner... (Guess Who's Coming to Dinner)
  - Richard Brooks pour De sang-froid (In Cold Blood)
  - Norman Jewison pour Dans la chaleur de la nuit (In the Heat of the Night)
- 1969 : Carol Reed pour Oliver !
  - Stanley Kubrick pour 2001, l'Odyssée de l'espace (2001: A Space Odyssey)
  - Gillo Pontecorvo pour La Bataille d'Alger (La battaglia di Algeri)
  - Franco Zeffirelli pour Roméo et Juliette (Romeo and Juliet)
  - Anthony Harvey pour Le Lion en hiver (The Lion in Winter)

### Années 1970
- 1970 : John Schlesinger pour Macadam Cowboy (Midnight Cowboy)
  - Arthur Penn pour Alice's Restaurant
  - George Roy Hill pour Butch Cassidy et le Kid (Butch Cassidy and the Sundance Kid)
  - Sydney Pollack pour On achève bien les chevaux (They Shoot Horses, Don't They?)
  - Costa-Gavras pour Z
- 1971 : Franklin Schaffner pour Patton
  - Federico Fellini pour Satyricon (Fellini - Satyricon)
  - Arthur Hiller pour Love Story
  - Robert Altman pour MASH
  - Ken Russell pour Love (Women in Love)
- 1972 : William Friedkin pour French Connection (The French Connection)
  - Stanley Kubrick pour Orange mécanique (A Clockwork Orange)
  - Norman Jewison pour Un violon sur le toit (Fiddler on the Roof)
  - John Schlesinger pour Un dimanche comme les autres (Sunday Bloody Sunday)
  - Peter Bogdanovich pour La Dernière Séance (The Last Picture Show)
- 1973 : Bob Fosse pour Cabaret
  - John Boorman pour Délivrance (Deliverance)
  - Joseph L. Mankiewicz pour Le Limier (Sleuth)
  - Francis Ford Coppola pour Le Parrain (The Godfather)
  - Jan Troell pour Les Émigrants (Utvandrarna)
- 1974 : George Roy Hill pour L'Arnaque (The Sting)
  - George Lucas pour American Graffiti
  - William Friedkin pour L'Exorciste (The Exorcist)
  - Bernardo Bertolucci pour Le Dernier Tango à Paris (Ultimo tango a Parigi)
  - Ingmar Bergman pour Cris et Chuchotements (Viskningar och rop)
- 1975 : Francis Ford Coppola pour Le Parrain 2 (The Godfather Part II)
  - John Cassavetes pour Une femme sous influence (Woman Under the Influence)
  - Roman Polanski pour Chinatown
  - François Truffaut pour La Nuit américaine
  - Bob Fosse pour Lenny
- 1976 : Miloš Forman pour Vol au-dessus d'un nid de coucou (One Flew Over the Cuckoo's Nest)
  - Federico Fellini pour Amarcord
  - Stanley Kubrick pour Barry Lyndon
  - Sidney Lumet pour Un après-midi de chien (Dog Day Afternoon)
  - Robert Altman pour Nashville
- 1977 : John G. Avildsen pour Rocky
  - Alan J. Pakula pour Les Hommes du président (All the President's Men)
  - Ingmar Bergman pour Face à face (Ansikte mot ansikte)
  - Sidney Lumet pour Network : Main basse sur la télévision (Network)
  - Lina Wertmüller pour Pasqualino (Pasqualino Settebellezze)
- 1978 : Woody Allen pour Annie Hall
  - Steven Spielberg pour Rencontres du troisième type (Close Encounters of the Third Kind)
  - Fred Zinnemann pour Julia
  - George Lucas pour La Guerre des étoiles (Star Wars)
  - Herbert Ross pour Le Tournant de la vie (The Turning Point)
- 1979 : Michael Cimino pour Voyage au bout de l'enfer (The Deer Hunter)
  - Hal Ashby pour Le Retour (Coming Home)
  - Warren Beatty et Buck Henry pour Le ciel peut attendre (Heaven Can Wait)
  - Woody Allen pour Intérieurs (Interiors)
  - Alan Parker pour Midnight Express

### Années 1980
- 1980 : Robert Benton pour Kramer contre Kramer (Kramer vs. Kramer)
  - Bob Fosse pour Que le spectacle commence (All That Jazz)
  - Francis Ford Coppola pour Apocalypse Now
  - Peter Yates pour La Bande des quatre (Breaking Away)
  - Édouard Molinaro pour La Cage aux folles
- 1981 : Robert Redford pour Des gens comme les autres (Ordinary People)
  - Martin Scorsese pour Raging Bull
  - Roman Polanski pour Tess
  - David Lynch pour Elephant Man (The Elephant Man)
  - Richard Rush pour Le Diable en boîte (The Stunt Man)
- 1982 : Warren Beatty pour Reds
  - Louis Malle pour Atlantic City
  - Hugh Hudson pour Les Chariots de feu (Chariots of Fire)
  - Mark Rydell pour La Maison du lac (On Golden Pond)
  - Steven Spielberg pour Les Aventuriers de l'arche perdue (Raiders of the Lost Ark)
- 1983 : Richard Attenborough pour Gandhi
  - Wolfgang Petersen pour Das Boot
  - Steven Spielberg pour E.T. l'extra-terrestre (E.T.: The Extra-Terrestrial)
  - Sidney Lumet pour Le Verdict (The Verdict)
  - Sydney Pollack pour Tootsie
- 1984 : James L. Brooks pour Tendres Passions (Terms of Endearment)
  - Ingmar Bergman pour Fanny et Alexandre (Fanny och Alexander)
  - Mike Nichols pour Le Mystère Silkwood (Silkwood)
  - Bruce Beresford pour Tendre Bonheur (Tender Mercies)
  - Peter Yates pour L'Habilleur (The Dresser)
- 1985 : Miloš Forman pour Amadeus
  - David Lean pour La Route des Indes (A Passage to India)
  - Woody Allen pour Broadway Danny Rose
  - Robert Benton pour Les Saisons du cœur (Places in the Heart)
  - Roland Joffé pour La Déchirure (The Killing Fields)
- 1986 : Sydney Pollack pour Out of Africa
  - Héctor Babenco pour Le Baiser de la femme araignée (Kiss of the Spider Woman)
  - John Huston pour L'Honneur des Prizzi (Prizzi's Honor)
  - Akira Kurosawa pour Ran 
  - Peter Weir pour Witness
- 1987 : Oliver Stone pour Platoon
  - James Ivory pour Chambre avec vue (A Room with a View)
  - David Lynch pour Blue Velvet
  - Woody Allen pour Hannah et ses sœurs (Hannah and Her Sisters)
  - Roland Joffé pour Mission (The Mission)
- 1988 : Bernardo Bertolucci pour Le Dernier Empereur (The Last Emperor)
  - Adrian Lyne pour Liaison fatale (Fatal Attraction)
  - John Boorman pour Hope and Glory
  - Lasse Hallström pour Ma vie de chien (Mitt liv som hund)
  - Norman Jewison pour Éclair de lune (Moonstruck)
- 1989 : Barry Levinson pour Rain Man
  - Charles Crichton pour Un poisson nommé Wanda (A Fish Called Wanda)
  - Alan Parker pour Mississippi Burning
  - Martin Scorsese pour La Dernière Tentation du Christ (The Last Temptation of Christ)
  - Mike Nichols pour Working Girl

### Années 1990
- 1990 : Oliver Stone pour Né un 4 juillet (Born on the Fourth of July)
  - Woody Allen pour Crimes et Délits (Crimes and Misdemeanors)
  - Peter Weir pour Le Cercle des poètes disparus (Dead Poets Society)
  - Kenneth Branagh pour Henry V
  - Jim Sheridan pour My Left Foot (My Left Foot: The Story of Christy Brown)
- 1991 : Kevin Costner pour Danse avec les loups (Dances With Wolves)
  - Martin Scorsese pour Les Affranchis (Goodfellas)
  - Barbet Schroeder pour Le Mystère von Bülow (Reversal of Fortune)
  - Francis Ford Coppola pour Le Parrain 3 (The Godfather: Part III)
  - Stephen Frears pour Les Arnaqueurs (The Grifters)
- 1992 : Jonathan Demme pour Le Silence des agneaux (The Silence of the Lambs)
  - John Singleton pour Boyz N the Hood
  - Barry Levinson pour Bugsy
  - Oliver Stone pour JFK
  - Ridley Scott pour Thelma et Louise
- 1993 : Clint Eastwood pour Impitoyable (Unforgiven)
  - James Ivory pour Retour à Howards End (Howards End)
  - Martin Brest pour Le Temps d'un week-end (Scent of a Woman)
  - Neil Jordan pour The Crying Game
  - Robert Altman pour The Player
- 1994 : Steven Spielberg pour La Liste de Schindler (Schindler's List)
  - Jim Sheridan pour Au nom du père (In the Name of the Father)
  - Robert Altman pour Short Cuts
  - Jane Campion pour La Leçon de piano (The Piano)
  - James Ivory pour Les Vestiges du jour (The Remains of the Day)
- 1995 : Robert Zemeckis pour Forrest Gump
  - Woody Allen pour Coups de feu sur Broadway (Bullets Over Broadway)
  - Quentin Tarantino pour Pulp Fiction
  - Robert Redford pour Quiz Show
  - Krzysztof Kieślowski pour Trois couleurs : Rouge
- 1996 : Mel Gibson pour Braveheart
  - Chris Noonan pour Babe, le cochon devenu berger (Babe)
  - Tim Robbins pour La Dernière Marche (Dead Man Walking)
  - Michael Radford pour Le Facteur (Il postino)
  - Mike Figgis pour Leaving Las Vegas
- 1997 : Anthony Minghella pour Le Patient anglais (The English Patient)
  - Joel et Ethan Coen pour Fargo
  - Mike Leigh pour Secrets et Mensonges (Secrets & Lies)
  - Scott Hicks pour Shine
  - Miloš Forman pour Larry Flynt (The People vs. Larry Flynt)
- 1998 : James Cameron pour Titanic
  - Gus Van Sant pour Will Hunting (Good Will Hunting)
  - Curtis Hanson pour L.A. Confidential
  - Peter Cattaneo pour The Full Monty - Le Grand Jeu (The Full Monty)
  - Atom Egoyan pour De beaux lendemains (The Sweet Hereafter)
- 1999 : Steven Spielberg pour Il faut sauver le soldat Ryan (Saving Private Ryan)
  - Roberto Benigni pour La vie est belle (La vita è bella)
  - John Madden pour Shakespeare in Love
  - Terrence Malick pour La Ligne rouge (The Thin Red Line)
  - Peter Weir pour The Truman Show

### Années 2000
- 2000 : Sam Mendes pour American Beauty
  - Spike Jonze pour Dans la peau de John Malkovich (Being John Malkovich)
  - Lasse Hallström pour L'Œuvre de Dieu, la part du Diable (The Cider House Rules)
  - Michael Mann pour Révélations (The Insider)
  - M. Night Shyamalan pour Sixième Sens (The Sixth Sense)
- 2001 : Steven Soderbergh pour Traffic
  - Stephen Daldry pour Billy Elliot
  - Steven Soderbergh pour Erin Brockovich, seule contre tous (Erin Brockovich)
  - Ridley Scott pour Gladiator
  - Ang Lee pour Tigre et Dragon (Wo hu cang long)
- 2002 : Ron Howard pour Un homme d'exception (A Beautiful Mind)
  - Ridley Scott pour La Chute du faucon noir (Black Hawk Down)
  - Robert Altman pour Gosford Park
  - David Lynch pour Mulholland Drive
  - Peter Jackson pour Le Seigneur des anneaux : La Communauté de l'anneau (The Lord of the Rings: The Fellowship of the Ring)
- 2003 : Roman Polanski pour Le Pianiste (The Pianist)
  - Rob Marshall pour Chicago
  - Martin Scorsese pour Gangs of New York
  - Pedro Almodóvar pour Parle avec elle (Hable con ella)
  - Stephen Daldry pour The Hours
- 2004 : Peter Jackson pour Le Seigneur des anneaux : Le Retour du roi (The Lord of the Rings: the Return of the King)
  - Fernando Meirelles pour La Cité de Dieu (Cidade de Deus)
  - Sofia Coppola pour Lost in Translation
  - Peter Weir pour Master and Commander : De l'autre côté du monde (Master and Commander: The Far Side of the World)
  - Clint Eastwood pour Mystic River
- 2005 : Clint Eastwood pour Million Dollar Baby
  - Taylor Hackford pour Ray
  - Alexander Payne pour Sideways
  - Martin Scorsese pour Aviator (The Aviator)
  - Mike Leigh pour Vera Drake
- 2006 : Ang Lee pour Le Secret de Brokeback Mountain (Brokeback Mountain)
  - Bennett Miller pour Truman Capote (Capote)
  - Paul Haggis pour Collision (Crash)
  - George Clooney pour Good Night and Good Luck
  - Steven Spielberg pour Munich
- 2007 : Martin Scorsese pour Les Infiltrés (The Departed)
  - Alejandro González Iñárritu pour Babel
  - Clint Eastwood pour Lettres d'Iwo Jima (Letters from Iwo Jima)
  - Stephen Frears pour The Queen
  - Paul Greengrass pour Vol 93 (United 93)
- 2008 : Joel et Ethan Coen pour No Country for Old Men
  - Jason Reitman pour Juno
  - Julian Schnabel pour Le Scaphandre et le Papillon
  - Tony Gilroy pour Michael Clayton
  - Paul Thomas Anderson pour There Will Be Blood
- 2009 : Danny Boyle pour Slumdog Millionaire
  - Ron Howard pour Frost/Nixon, l'heure de vérité (Frost/Nixon)
  - Gus Van Sant pour Harvey Milk (Milk)
  - David Fincher pour L'Étrange Histoire de Benjamin Button (The Curious Case of Benjamin Button)
  - Stephen Daldry pour The Reader

### Années 2010
- 2010 : Kathryn Bigelow pour Démineurs (The Hurt Locker)
  - James Cameron pour Avatar
  - Quentin Tarantino pour Inglourious Basterds
  - Lee Daniels pour Precious (Precious: Based on the Novel 'Push' by Sapphire)
  - Jason Reitman pour In the Air (Up in the Air)
- 2011 : Tom Hooper pour Le Discours d'un roi (The King's Speech)
  - Darren Aronofsky pour Black Swan
  - Joel et Ethan Coen pour True Grit
  - David Fincher pour The Social Network
  - David O. Russell pour Fighter (The Fighter)
- 2012 : Michel Hazanavicius pour The Artist
  - Woody Allen pour Minuit à Paris (Midnight in Paris)
  - Terrence Malick  pour The Tree of Life
  - Alexander Payne pour The Descendants
  - Martin Scorsese pour Hugo Cabret (Hugo)
- 2013 : Ang Lee pour L'Odyssée de Pi (Life of Pi)
  - Michael Haneke pour Amour
  - David O. Russell pour Happiness Therapy (Silver Linings Playbook)
  - Steven Spielberg pour Lincoln
  - Benh Zeitlin pour Les Bêtes du sud sauvage (Beasts of the Southern Wild)
- 2014 : Alfonso Cuarón pour Gravity
  - Steve McQueen pour Twelve Years a Slave
  - Alexander Payne pour Nebraska
  - David O. Russell pour American Bluff (American Hustle)
  - Martin Scorsese pour Le Loup de Wall Street (The Wolf of Wall Street)
- 2015 : Alejandro González Iñárritu pour Birdman ou (la surprenante vertu de l'ignorance) (Birdman or (The Unexpected Virtue of Ignorance))
  - Wes Anderson pour The Grand Budapest Hotel
  - Richard Linklater pour Boyhood
  - Bennett Miller pour Foxcatcher
  - Morten Tyldum pour Imitation Game (The Imitation Game)
- 2016 : Alejandro González Iñárritu pour The Revenant
  - Lenny Abrahamson pour Room
  - Tom McCarthy pour Spotlight
  - Adam McKay pour The Big Short : Le Casse du siècle (The Big Short)
  - George Miller pour Mad Max: Fury Road
- 2017 : Damien Chazelle pour La La Land
  - Denis Villeneuve pour Premier Contact (Arrival)
  - Mel Gibson pour Tu ne tueras point (Hacksaw Ridge)
  - Kenneth Lonergan pour Manchester by the Sea
  - Barry Jenkins pour Moonlight
- 2018 : Guillermo del Toro pour La Forme de l'eau (The Shape of Water)
  - Jordan Peele pour Get Out
  - Paul Thomas Anderson pour Phantom Thread
  - Christopher Nolan pour Dunkerque (Dunkirk)
  - Greta Gerwig pour Lady Bird
- 2019 : Alfonso Cuarón pour Roma
  - Spike Lee pour BlacKkKlansman : J'ai infiltré le Ku Klux Klan (BlacKkKlansman)
  - Paweł Pawlikowski pour Cold War
  - Adam McKay pour Vice
  - Yórgos Lánthimos pour La Favorite (The Favourite)

### Années 2020
- 2020 : Bong Joon-ho pour Parasite
  - Sam Mendes pour 1917
  - Todd Phillips pour Joker
  - Martin Scorsese pour The Irishman
  - Quentin Tarantino pour Once Upon a Time… in Hollywood
- 2021 : Chloé Zhao pour Nomadland
  - David Fincher pour Mank
  - Emerald Fennell pour Promising Young Woman
  - Thomas Vinterberg pour Drunk
  - Lee Isaac Chung pour Minari
- 2022 : Jane Campion pour The Power of the Dog
  - Kenneth Branagh pour Belfast
  - Steven Spielberg pour West Side Story
  - Paul Thomas Anderson pour Licorice Pizza
  - Ryūsuke Hamaguchi pour Drive my Car
- 2023 : Daniel Kwan et Daniel Scheinert pour Everything Everywhere All at Once
  - Todd Field pour Tàr
  - Steven Spielberg pour The Fabelmans
  - Ruben Östlund pour Sans filtre (Triangle of Sadness)
  - Martin McDonagh pour Les Banshees d'Inisherin (The Banshees of Inisherin)
- 2024 : Christopher Nolan pour Oppenheimer
  - Justine Triet pour Anatomie d'une chute
  - Martin Scorsese pour Killers of the Flower Moon
  - Yórgos Lánthimos pour Pauvres Créatures
  - Jonathan Glazer pour La Zone d'Intérêt
- 2025 : Sean Baker – Anora
  - Jacques Audiard – Emilia Pérez
  - Brady Corbet – The Brutalist
  - Coralie Fargeat – The Substance
  - James Mangold – Un parfait inconnu

## Statistiques

### Nominations multiples
12 : William Wyler
10 : Martin Scorsese
9 : Steven Spielberg
8 : Billy Wilder
7 : Fred Zinnemann, David Lean, Woody Allen
6 : Frank Capra
5 : John Ford, King Vidor, Alfred Hitchcock, George Stevens, Elia Kazan, John Huston, Robert Altman, Clarence Brown, George Cukor
4 : Joseph L. Mankiewicz, Stanley Kubrick, Sidney Lumet, Mike Nichols, Francis Ford Coppola, Peter Weir, Clint Eastwood, Michael Curtiz, Federico Fellini
3 : Stanley Kramer, Arthur Penn, Ingmar Bergman, Sydney Pollack, Miloš Forman, Oliver Stone, David Lynch, Ridley Scott, Roman Polanski, Stephen Daldry, Joel Coen & Ethan Coen, Ang Lee, David O. Russell, James Ivory, Bob Fosse, John Schlesinger, Carol Reed, Norman Jewison, Richard Brooks, Alejandro González Iñárritu, Quentin Tarantino, David Fincher, Paul Thomas Anderson
2 : George Lucas, Warren Beatty, Bernardo Bertolucci, Peter Jackson, Mike Leigh, Stephen Frears, James Cameron, Jason Reitman, Terrence Malick, Alexander Payne, Steven Soderbergh, Ron Howard, Gus Van Sant, Bennett Miller, Lasse Hallström, Barry Levinson, Roland Joffé, Robert Benton, Peter Yates, Alan Parker, Robert Rossen, William Friedkin, Alfonso Cuarón, Sam Mendes, Christopher Nolan, Yórgos Lánthimos

### Récompenses multiples
4 : John Ford
3 : Frank Capra, William Wyler
2 : Frank Borzage, Alfonso Cuarón, Clint Eastwood, Miloš Forman, Alejandro González Iñárritu, Elia Kazan, David Lean, Ang Lee, Frank Lloyd, Joseph L. Mankiewicz, Leo McCarey, Lewis Milestone, Steven Spielberg, George Stevens, Oliver Stone, Billy Wilder, Robert Wise, Fred Zinnemann

## Récompenses par nationalité
Les Oscars, qui se déroulent aux États-Unis, se veulent être le reflet de l'industrie cinématographique hollywoodienne, et la grande majorité des lauréats sont américains. Cependant, certains cinéastes ayant obtenu l'Oscar du meilleur réalisateur n'ont pas la nationalité américaine ou sont d'origine étrangère. Remarquons qu'entre 2014 et 2019 cinq Oscars sur six ont été remis à des réalisateurs mexicains (Alfonso Cuarón, Alejandro González Iñárritu et Guillermo del Toro).

### Par réalisateur
- Allemagne : Mike Nichols (naturalisé américain)
- Autriche-Hongrie : Billy Wilder, Fred Zinnemann (naturalisés américains)
- Canada : James Cameron
- Chine : Chloé Zhao
- Corée du Sud : Bong Joon-ho
- Empire russe : Lewis Milestone (naturalisé américain)
- France : Roman Polanski, Michel Hazanavicius, Damien Chazelle
- Grèce : Elia Kazan (né à  Constantinople dans l'Empire ottoman), naturalisé américain)
- Italie : Bernardo Bertolucci, Frank Capra (d'origine sicilienne, naturalisé américain)
- Mexique : Alfonso Cuarón, Alejandro González Iñárritu, Guillermo Del Toro
- Nouvelle-Zélande : Peter Jackson, Jane Campion
- Pologne : Roman Polanski (naturalisé français)
- Royaume-Uni : Richard Attenborough, Danny Boyle, David Lean, Sam Mendes, Anthony Minghella, Carol Reed, Tony Richardson, John Schlesinger, Tom Hooper et Christopher Nolan
- Suisse : William Wyler (naturalisé américain en 1928)
- Taïwan : Ang Lee
- Tchécoslovaquie : Miloš Forman (naturalisé américain en 1977)

### Par nationalité
- 64 :
- 11 :
- 5 :
- 4 : -
- 3 : -
- 2 : ----
- 1 : --- -